# 卞永式
卞永式（？—1711年），清朝政治人物。
筆帖式出身。康熙二十二年，担任山西大同府知府。后升任工部都水司員外郎。康熙三十三年，分廵漢興道，升任四川永寧道。康熙四十三年，任廣西按察使。康熙四十六年，任四川布政使。